# Лисовец, Евгений Сергеевич
Евге́ний Серге́евич Лисове́ц (бел. Яўген Сяргеевіч Лісавец; 12 ноября 1994, Гродно, Белоруссия) — белорусский хоккеист, защитник минского «Динамо (Минск)», выступающего в КХЛ. Игрок сборной Белоруссии. Мастер спорта Республики Беларусь международного класса (2015).

## Биография
Воспитанник гродненского хоккея. Выступал за молодёжную команду «Немана». В 2011 году выступал за бобруйский «Динамо-Шинник», фарм-клуб минского «Динамо» в МХЛ. В сезоне 2013/14 дебютировал в континентальной хоккейной лиге за минское «Динамо». Один год провёл в белорусской экстралиге в «Немане», после чего снова вернулся в Минск. В мае 2014 года контракт с минским «Динамо» был продлён ещё на 2 года. Выступал на юниорских турнирах за сборную Белоруссии. В 2015 году впервые сыграл на чемпионате мира за основную команду.
21 мая 2019 года подписал двухлетний контракт с уфимским клубом «Салават Юлаев».
27 декабря 2024 года подписал контракт с минским «Динамо (Минск)» до конца сезона 2024/2025.